# 충렬고등학교
충렬고등학교(忠烈高等學校)는 대한민국 부산광역시 동래구 명장동에 있는 공립 고등학교이다.

## 학교 연혁
- 1984년 12월 17일 : 충렬고등학교 설립 인가(36학급)
- 1985년 3월 1일 : 초대 김태홍 교장 취임
- 1985년 3월 4일 : 본교 개교 및 제1회 입학식(12학급 705명)
- 1988년 2월 11일 : 제1회 졸업식(675명)
- 2005년 7월 12일 : 현대식 도서관 호연재 개관
- 2006년 9월 27일 : 다목적 강당 겸 체육관(청운관) 개관식
- 2009년 2월 9일 : 인조잔디 운동장 개장 및 인터넷 방송실 준공
- 2013년 12월 16일 : 부산광역시 지정 자율학교 선정
- 2016년 2월 4일 : 급식실 완공
- 2017년 2월 14일 : 제30회 졸업식(310명, 누계 13,367명)
- 2018년 3월 1일 : 부산광역시 지정 다행복학교 선정
- 2024년 3월 1일 : 제15대 이화경 교장 취임
- 2024년 3월 4일 : 제40회 입학식(200명)

## 참고 자료
- 충렬고등학교 - 한국교육학술정보원 학교알리미